# Трудовой закон Китайской Народной Республики
Трудовой Закон Китайской Народной Республики (упрощенный китайский: 中华人民共和国劳动法; традиционный китайский: 中華人民共和國勞動法; пиньинь: Zhōnghuá Rénmín Gònghéguó Láodòng Fǎ) это основной закон трудового права в Китае, который действует с 1995 года. Он был обнародован постоянным комитетом Всекитайского собрания народных представителей Китая 5 июля 1994 года, вступил в силу 1 января 1995 года.
Его часто путают с Законом о Трудовом Договоре из-за похожих названий и неверной огласки в СМИ. Так как данный закон более новый (вступил в силу в начале 2008 года), Трудовой Закон иногда называют «старым», что является неверным, так как оба закона действуют и по сей день.

## Содержание
Закон содержит 107 статей и 13 глав. Названия всех глав преведены ниже.
1. Основные положения
2. Повышение рабочих
3. Трудовые и Коллективные договоры
4. Рабочее время, отдых и отпуска
5. Заработные платы
6. Безопасность труда и санитария
7. Специальная защита для женского персонала и несовершеннолетних рабочих
8. Профессиональная подготовка
9. Социальное страхование
10. Трудовые споры
11. Надзор и инспекция
12. Юридическая ответственность
13. Дополнительные положения

Цель закона обозначена в первой главе первой статьи и обозначена как «защита законных прав и интересов трудящихся, корректирование трудовых отношений, учреждение и охранение трудовой системы, которая бы соответствовала социалистической рыночной экономике, а также продвигать экономическое развитие и общественный прогресс».
Так как положения о трудовых договорах уже существовали до закона 2008 года, то можно сделать вывод, что последующий закон только дополнил уже существующие положения.

## Связанные законы
- Закон о Трудовых Договорах

- Закон о профсоюзах

- Закон КНР о урегулировании трудовых спорах и арбитраже

- Закон о повышении рабочих

- Закон КНР о защите прав и интересов женщин

- Закон безопасности продукции

- Закон о чистоте продукции

- Закон КНР о профилактике и лечении профессиональных заболеваний